# Arturo Morgado García
Arturo Morgado García (Cádiz, 1962) es un historiador español.

## Carrera
Cursó sus estudios en la Facultad de Filosofía y Letras de Cádiz, donde se licenciaría en 1985 y obtendría el doctorado en 1988 con su tesis Iglesia y sociedad en el Cádiz del siglo XVIII.
Sus primeras investigaciones se centraron en la historia religiosa, aunque con el tiempo ha ido abordando otras temáticas, como la brujería, la esclavitud, la visión del mundo animal, o los monstruos marinos. Ha editado asimismo las obras de algunos historiadores gaditanos de la época moderna, como Agustín de Horozco o Fray Jerónimo de la Concepción.
Docente en la Universidad de Cádiz desde 1988, de la que es catedrático de Historia Moderna, ha impartido diversas conferencias en las universidades de Artois, Nantes (Francia) y Hamburgo (Alemania). Asimismo, fue decano de la Facultad de Filosofía y Letras de dicha universidad entre 2021 y 2025.

## Obras
- Iglesia y sociedad en el Cádiz del siglo XVIII (1989).
- Demonios, magos y brujas en la España moderna (1999). Google Books
- Ser clérigo en la España del Antiguo Régimen (2000).
- La diócesis de Cádiz: de Trento a la Desamortización (2008). Google Books
- Los animales en la historia y en la cultura (ed. con José Joaquín Rodríguez Moreno) (2011).
- Una metrópoli esclavista. El Cádiz de la Modernidad (2013).
- El mar en la historia y en la cultura, (ed. con Alberto Gullón Abao y José Joaquín Rodríguez Moreno) (2013).
- La imagen del mundo animal en la España moderna (2015).
- Las expediciones científicas en los siglos XVII y XVIII(en colaboración con Guadalupe Carrasco González y Alberto Gullón Abao)(2016).
- Los monstruos marinos en la Modernidad (2024).

## Congresos y seminarios
- 2010 - Los Animales en la Historia y en la Cultura. (Coordinador junto a José Joaquín Rodríguez Moreno).
- 2011 - Los Mitos en la Historia y en la Cultura. (Coordinador junto a José Joaquín Rodríguez Moreno).
- 2012 - El mar en la Historia y en la Cultura. (Coordinador junto a José Joaquín Rodríguez Moreno).
- 2019 - Ketos. Ballenas y delfines en la historia. (Coordinador único)

## Frases
"Se dice que Dios en la Edad Moderna hablaba español, pero después de la Armada, Dios cambió de idioma".
https://es.wikiquote.org/wiki/Espa%C3%B1a#Edad_Moderna